# Thomas Müntzer
(Thomas Müntzer, Confutazione ben fondata, 1524)
Thomas Müntzer, da un'erronea tradizione scritto anche Münzer (Stolberg, 1489 – Mühlhausen, 27 maggio 1525), è stato un pastore protestante tedesco, una delle figure più importanti del Cristianesimo rivoluzionario, nonché uno dei capi dei ribelli nella guerra dei contadini tedeschi.

## Biografia

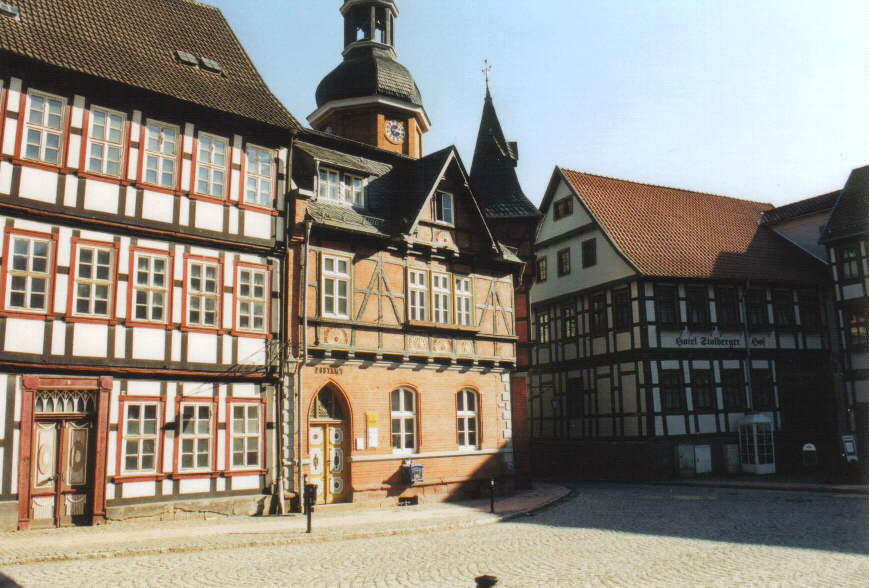
Scorcio di Stolberg

Müntzer nacque nel piccolo villaggio di Stolberg sui monti dell'Harz, figlio di un artigiano benestante e di una contadina. Nel 1506 si iscrisse alla facoltà delle arti dell'Università di Lipsia, passando e laureandosi nel 1512 nell'Università di Francoforte sull'Oder con il titolo di artium magister et sanctae Scripturae baccalaureus, ossia dottore in filosofia e teologia; parlava fluentemente il greco, l'ebraico, ed il latino.
Ordinato prete nel 1513, divenne parroco della chiesa di san Michele ad Aschersleben, nel Braunschweig, nel maggio 1514 e, due anni dopo, fu predicatore nel vicino convento di Frohse; dirà in seguito di aver scelto la vita ecclesiastica per la volontà di essere vicino ai problemi e alle necessità del popolo.
Nel 1517 iniziò un lungo viaggio attraverso la Germania centro-settentrionale, nella quale si avviava un lento processo di industrializzazione nelle città, che provocava la proletarizzazione degli artigiani e dei contadini immigrati, pagati con salari insufficienti per i lunghi orari di lavoro prestati, mentre nelle campagne permaneva la tradizionale miseria, fra servitù della gleba, esosità fiscali, decime ecclesiastiche e oppressione politica dei prìncipi.
Nel gennaio 1519 Müntzer è a Wittenberg, in Sassonia, dove vivono Lutero e Filippo Melantone. Acquista presto la fama di luterano – che in realtà non fu mai – ma quando lo scandalo del mercato delle indulgenze diventa in Germania un caso nazionale, dando maggior linfa alla propaganda antipapale di Lutero, Müntzer accetta, nel maggio 1519, l'incarico di confessore nel convento di Beuditz, presso Weißenfels: forse fu spinto dalla necessità di riflettere e studiare sugli avvenimenti, oltre che da quella di guadagnarsi da vivere: lesse le opere dei sostenitori della Riforma, i Padri della Chiesa Tertulliano e Agostino, gli atti dei concili di Costanza e di Basilea; in particolare si applicò allo studio di Johannes Tauler, il teologo dello "svuotamento" e del "totale abbandono" in Dio, che Müntzer utilizzerà trasportando quelle categorie metafisiche sul piano dell'impegno morale e sociale.
Il 17 maggio 1520 giunse a Zwickau, come pastore della chiesa di santa Maria e dall'ottobre passò in quella di santa Caterina, frequentata soprattutto da operai e piccoli artigiani: qui conobbe Nicolas Storch, il cui millenarismo era fermentato da impulsi di ribellione sociale e l'adesione alle esigenze di una riforma religiosa non si appagava del riformismo luterano, indifferente alla miseria delle popolazioni.
La sua predicazione e la difficile situazione economica provocano ai primi del 1521 una rivolta nella città: il Consiglio di Zwickau lo destituisce dall'incarico di pastore con l'accusa di fomentare l'odio fra i cittadini e Müntzer si allontana, raggiungendo la Boemia, stabilendosi in aprile a Žatec e poi, nel giugno, invitato dall'Università, a Praga. Qui, proclamando la sua simpatia per l'indimenticato Jan Hus, pubblica un suo Manifesto.

### Manifesto di Praga

La cattedrale di San Vito a Praga

Datato 25 novembre 1521, il Manifesto di Praga o Protesta riguardante la causa boema è un violento libello contro preti e teologi che non «hanno saputo né sapranno mai scoprire le prove salutari e l'utilissimo svuotamento della mente operato dallo Spirito di provvidenza. Perché lo Spirito del timore di Dio non li ha afferrati [...] molto spesso ho udito da loro la gelida Scrittura, che hanno rubato astutamente, come perfidi ladroni e atroci assassini [...] chi, tra i mortali direbbe che sono i retti servitori di Dio per testimoniare la parola divina? Ovvero chi direbbe che sono i coraggiosi dispensatori della multiforme grazia di Dio? Forse perché sono stati unti da quello storpio del papa con l'olio di malvagità».
Per lui la fede dei preti è morta e la loro parola è fredda: «non possono difendere la fede cristiana con una Bibbia che non sia stata messa in pratica, anche se cianciano tanto. Guai, guai a quegli infernali e asmodeici preti che seducono così palesemente il popolo [...] dicono gelidamente: chi ha creduto ed è stato battezzato è salvato. Questa e nessun'altra motivazione viene offerta agli avversari [...] Poiché il popolo ha tralasciato di curare l'elezione dei preti, è stato impossibile, prima dell'inizio di tale disinteresse, convocare un vero concilio. E in quelli che hanno avuto luogo, concilii e sinodi del diavolo, non si è trattato che di fanciullaggini: campanari, calici, paramenti, lampade e chierici. Sulla vera e vivente Parola di Dio non si è mai aperto bocca e non si è riflettuto».
E conclude con un augurio che non si realizzerà: «sono venuto, diletti boemi, nella vostra terra non chiedendovi altro che di studiare con diligenza la Parola vivente di Dio dalla sua stessa bocca, mediante la quale voi stessi potrete udire e comprendere in che modo gli ottusi preti hanno traviato il mondo intero. Per amore del sangue di Cristo, aiutatemi a combattere codesti nemici della fede! Voglio svergognarli ai vostri occhi con lo spirito di Elia. Perché è nella vostra terra che comincerà la nuova chiesa apostolica che si estenderà in ogni luogo».
A Wittenberg, Andrea Carlostadio dà inizio a una serie di riforme – il matrimonio dei preti, la comunione sotto le due specie, il pane e il vino offerto ai laici, l'abolizione delle immagini; alla fine del 1521 e ai primi del 1522 vi sono tumulti popolari che allarmano i prìncipi e Lutero, che scrive la Fedele esortazione a tutti i cristiani a guardarsi dai tumulti e dalle rivolte: le riforme vanno fatte col consenso dei prìncipi, cui spetta garantire l'ordine, perché la massa, il Signor Tutti, è per natura ignorante e anarchica. Lutero va poi a Wittenberg e ristabilisce la messa in latino, l'apparato liturgico, la comunione "in una sola specie": Müntzer scrive a Melantone, il 27 marzo, denunciando il compromesso luterano con i potenti; sa di essere isolato, di non potersi aspettare nulla dai nuovi teologi.

### Riforma liturgica
Nel settembre 1522 Müntzer è nel piccolo centro di Sooden, nell'Assia da dove, entrato in urto con i signorotti locali, si trasferisce a Weimar, poi a Halle e infine, nel marzo 1523, in Sassonia, ad Allstedt, dove è pastore in prova nella chiesa di San Giovanni: anticipa Lutero, abolendo la messa latina e sposa Ottilie von Gersen. Scrive tre testi liturgici, la Liturgia ecclesiastica tedesca, la Messa evangelica tedesca e l'Ordine e intenzione della liturgia tedesca di Allstedt, spiegando come sia «impossibile sopportare più a lungo che si attribuisca alle parole latine una forza particolare, come fanno gli stregoni, e che il popolo esca di chiesa più ignorante di quando vi è entrato»; in due scritti teologici, Della falsa fede e la Protesta o rimprovero, accusa chi predica un «Cristo edulcorato» e chi vende «sotto costo la giustizia divina».
La sua liturgia riscuote l'approvazione della maggior parte dei fedeli, ma non del signorotto del luogo, il conte Ernst von Mansfeld il quale cerca di vietare la partecipazione alle prediche, definite "eretiche", di Müntzer; questi, il 22 settembre 1523, gli indirizza una lettera, firmata «Thomas Müntzer, colui che distrugge l'incredulità», ricordandogli che non è compito dei signori provocare disordini nella chiesa.
Ma non si limita a scrivere e a predicare: fonda la "Lega degli eletti", cui aderiscono diverse centinaia di abitanti di Allstedt, una sorta di nucleo di fedeli della Riforma, risoluto e anche violento. Viene distrutta una cappella cattolica nel vicino villaggio di Mallerbach. I disordini sono condannati anche da Lutero, che arriva a definire Müntzer il "Satana di Allstedt". Il duca Giovanni di Sassonia, avvertito dalla Lettera ai principi di Sassonia sullo spirito di sedizione di Lutero, per rendersi conto personalmente di chi sia in realtà questo Thomas Müntzer, lo invita a tenere in sua presenza il sermone di prova che tutti i pastori non ancora titolari sono tenuti a presentare al fine di conseguire l'incarico ufficiale.

### Predica ai prìncipi

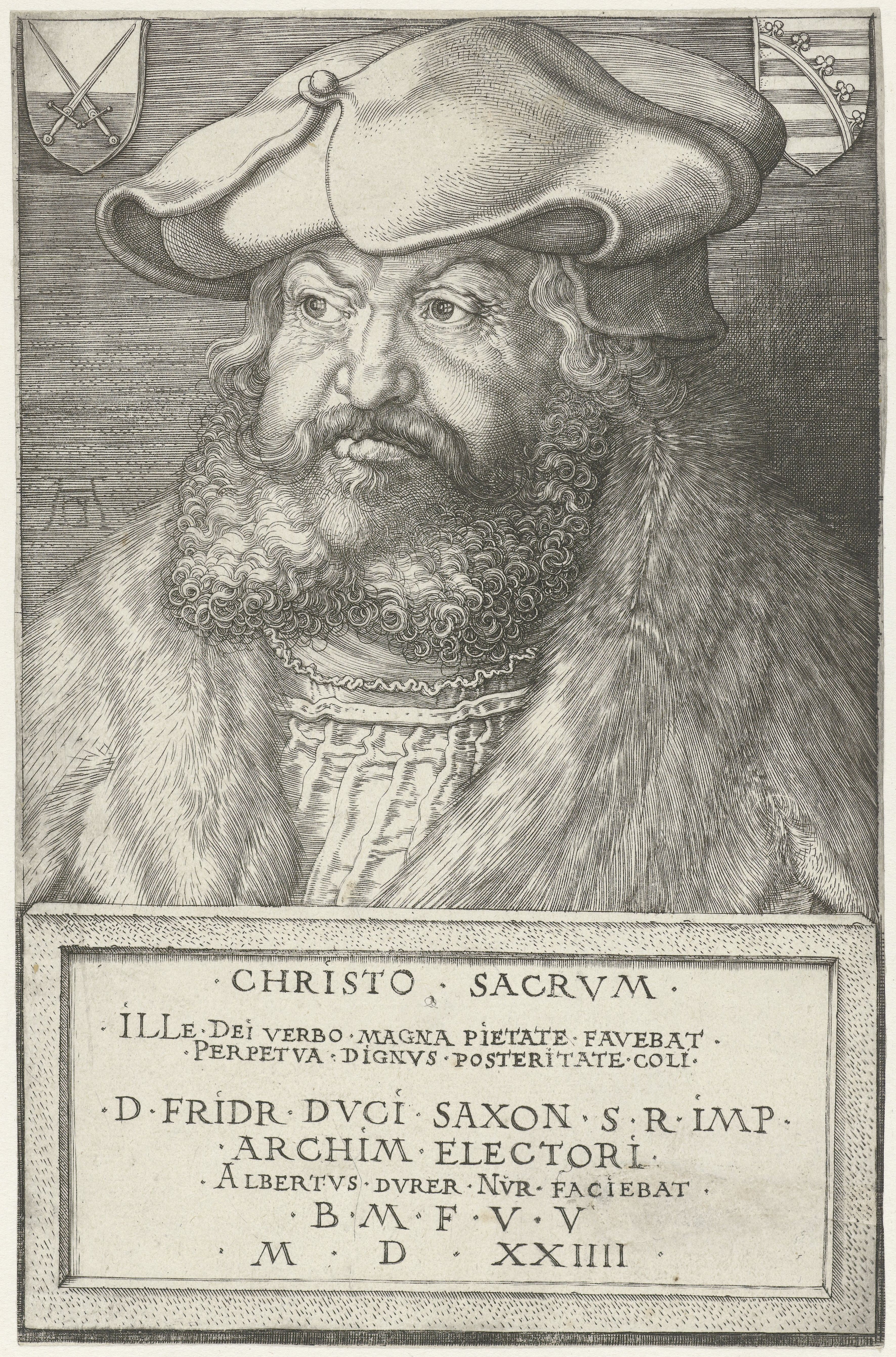
L'Elettore Federico III di Sassonia, "il saggio", incisione di Dürer, 1524

Il 13 luglio 1524, nel castello di Allstedt, tenne il suo sermone sul Secondo capitolo del profeta Daniele, più noto come Predica ai principi, perché tenuto di fronte al duca Giovanni di Sassonia, fratello dell'Elettore Federico III di Sassonia, del figlio di Giovanni, il principe Giovanni Federico, del cancelliere di corte Gregor Brück, del consigliere di corte Hans von Grefendorf e delle autorità cittadine.
Con continue citazioni bibliche, sostiene che «anche al tempo dei nostri padri e al nostro, la povera cristianità è ancora molto più grandemente corrotta» dalla «falsa santità e l'ipocrita assoluzione» della Chiesa romana, che dice che «la chiesa cristiana non può errare». In realtà, secondo Müntzer, solo i profeti e poi Cristo e gli apostoli «piantarono nei cuori degli eletti» la vera Parola di Dio; ma la comunità non rimase «vergine oltre l'epoca della morte degli apostoli e subito dopo è divenuta adultera».
La Chiesa romana, «impotente nello Spirito, un miserabile sacco di letame, ha voluto possedere il mondo intero [...] Hanno privato il gregge di Cristo della giusta voce e hanno fatto del vero Cristo crocefisso un idolo del tutto fantastico. Com'è accaduto ciò? Risposta: hanno rifiutato la pura scienza di Dio e hanno stabilito al suo posto un grazioso, fine, aureo Domeniddio che i poveri contadini sbaciucchiano»; Cristo è stato schernito «con la diabolica celebrazione di messe, prediche, cerimonie e modi di vita idolatrici; dopo tutto questo, non resta che un ligneo Domeniddio, preti idolatri e lignei, un popolo rozzamente goffo e grossolano, incapace di comprendere la minima dichiarazione di Dio».
Ma anche i nuovi teologi non sono da meno, neanche Lutero, che Müntzer non nomina esplicitamente: «i poveri e incolti uomini sono pure sedotti da empi dottori con grandi chiacchiere [...] insegnano e affermano che Dio non rivelerebbe più ai suoi cari amici i suoi misteri divini mediante vere visioni o mediante la sua parola vivente». Per Müntzer, la rivelazione non è dunque avvenuta una volta per tutte e oggi non si tratterebbe solo di farne una corretta esegesi delle Scritture, perché Dio ha sempre parlato e ci parla ancora.

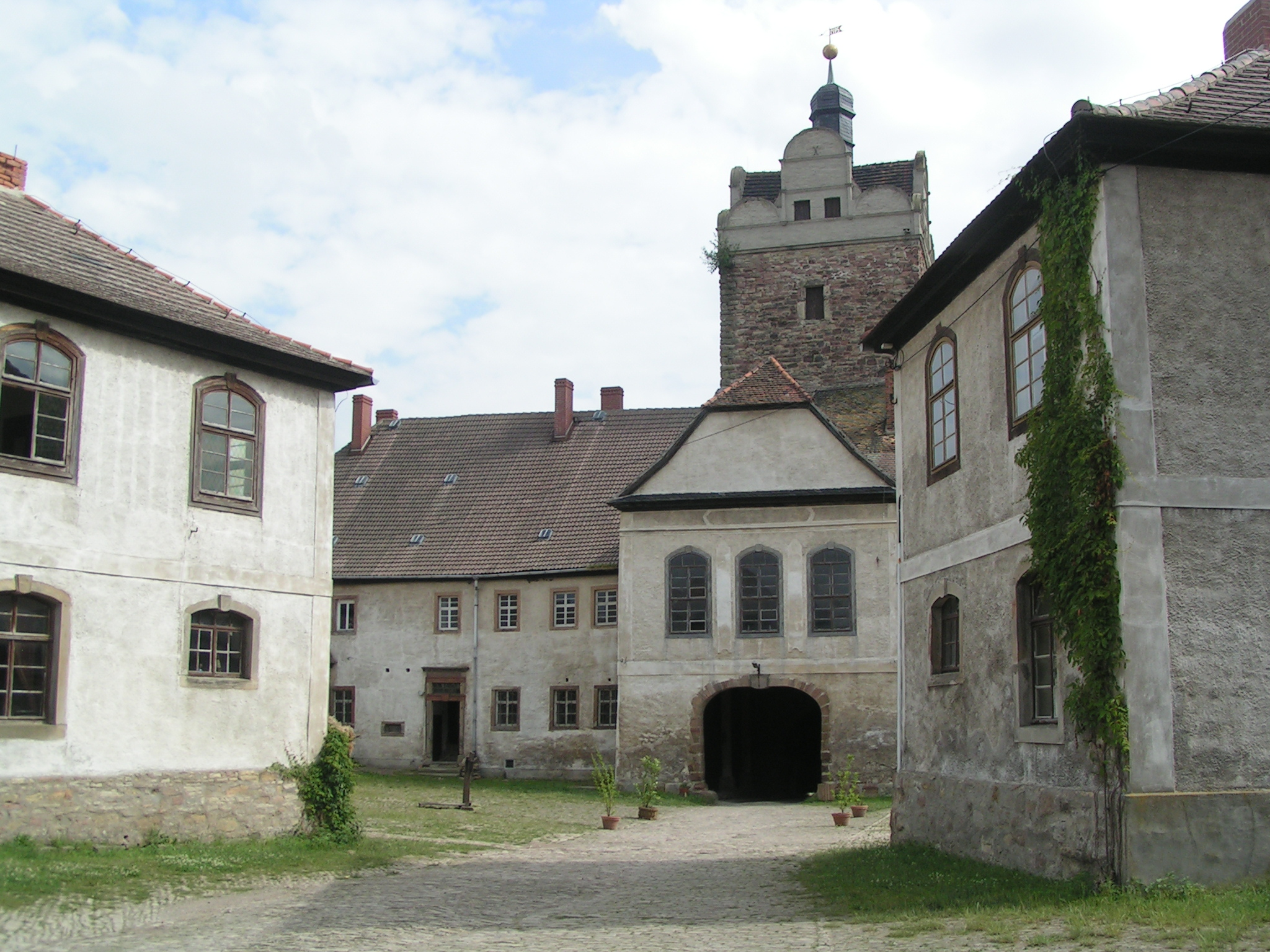
Il castello di Allstedt

Attaccati «i maledetti monaci visionari» che indulgono, oggi come ieri «alla superstizione, perché, senza alcuna esperienza dell'origine dello Spirito santo [...] non discernono il bene dal male», Müntzer sostiene che il nostro intelletto non «è in grado di intendere alcuna conoscenza, con buon fondamento nella sua coscienza, senza la rivelazione di Dio. Qui l'uomo scoprirà chiaramente che non può camminare con la testa in cielo, ma deve diventare innanzi tutto pazzo nell'intimo». Intende dire che una fede autentica non può derivare dalla comprensione intellettuale – «la saccenteria del lume naturale» – delle Scritture, ma nello «sgorgare dal cuore dell'opera della parola divina». Tanto la giustificazione cattolica per grazia, quanto quella luterana per sola fede sono insufficienti: occorre che la parola di Dio giunga «dall'alto fin quaggiù con grande stupore», occorre «l'ascolto della parola interiore nella profondità dell'anima» altrimenti ciascuno non «sa dire niente di fondamentale su Dio, anche se avesse divorato centomila Bibbie».
Dio continua a rivelare la sua parola nel mondo perché «vuole prepararlo negli ultimi giorni affinché il suo nome sia giustamente lodato. Vuole liberare il mondo dalle sue vergogne e spandere il suo Spirito sopra ogni carne e i nostri figli e le nostre figlie devono profetizzare e avere visioni». In questa prospettiva, il compito dei prìncipi non è quello, assegnato da Lutero, di garanti dell'ordine attuale: «voi, dilettissimi e carissimi governanti, apprendete giustamente dalla bocca di Dio il vostro giudizio e non lasciatevi sedurre né trattenere con pazienza e falsa bontà dai vostri ipocriti preti», ossia dai luterani. Müntzer crede che lo Spirito di Dio, «la pietra staccata senz'opera di mano», si sia estesa, sia «diventata grande. I poveri laici e i contadini lo riconoscono molto più acutamente di voi. Sì, Dio sia lodato, essa è divenuta così grande che se altri signori e vicini volessero perseguitarvi a causa dell'evangelo, sarebbero scacciati dal loro popolo [...] perciò voi, diletti governanti di Sassonia, schieratevi coraggiosamente con la pietra angolare [Cristo], come fece san Pietro e cercate la giusta perseveranza che proviene dalla volontà divina».

## Situazione sociale in Germania
In Germania la produzione economica era di tipo feudale e la grande maggioranza della popolazione era costituita da contadini, soggetti a una triplice dipendenza: dal padrone della terra - il Grundherr - dal padrone-giudice – il Gerichtherr – e dal feudatario – il Leibherr – il padrone personale del contadino, il quale era il suo servo.
Oltre a essere tenuti a prestazioni di lavoro gratuito a favore del feudatario – preparazione della terra per semina, aratura, raccolta, imballaggio e consegna del prodotto al mercato – che coinvolgeva, data l'onerosità dell'opera, tutta la famiglia dei contadini, questi erano tenuti a erogargli tributi fissi e "occasionali", questi ultimi inventati per lo più dal nobile, oltre alle decime da consegnare alla Chiesa cattolica, che comprendevano una "grande decima" sul raccolto e una "piccola decima" sull'allevamento del bestiame.
I feudatari espropriavano anche le terre comuni dei contadini, utilizzati per le necessità del villaggio – coltivazioni comuni e pascolo del bestiame – aggiungendosi così alle pretese degli usurai che arrivavano a pretendere dai contadini, oltre ai comuni ed elevati interessi, un tributo aggiuntivo sui prestiti futuri.
La borghesia cittadina era divisa fra una minoranza dedita ad attività imprenditoriali – che avrebbe voluto un superamento dei privilegi feudali, perché questi comportavano per essa una quantità di oneri parassitari, auspicando uno Stato centralizzato che eliminasse una volta per tutte i balzelli dei nobili che di per sé impedivano lo sviluppo delle sue attività produttive – e una maggioranza formata da ceti impiegatizi, semiservili, che tuttavia miravano a utilizzare i pur pochi privilegi che una società così strutturata poteva loro garantire.
Il ceto dei cavalieri formava il nucleo delle forze armate ed era costituito dalla piccola nobiltà, dipendente dal potere imperiale e vassalla dei prìncipi, e non riusciva a trarre profitto né dallo sviluppo della nascente borghesia imprenditoriale né dalle iniziative dei grandi feudatari volte a sfruttare il ceto contadino. Il suo programma politico si volgeva pertanto alla richiesta di un rafforzamento del potere imperiale, in modo da costituirne l'elemento militare dominante, garantendosi potere, ma veniva isolata, in questa sua ambizione, tanto dagli interessi della grande nobiltà, rivale del potere imperiale, quanto dalle nascente borghesia e dai contadini, i quali non potevano attendersi alcun vantaggio dal rafforzamento dei privilegi dei cavalieri.

### Esplicita messa a nudo della falsa fede
La proposta di Müntzer di un'alleanza dei prìncipi protestanti con il movimento contadino non poteva, pur in presenza della controffensiva cattolica in corso in quei mesi, che cadere nel vuoto: il duca Giovanni fa sciogliere la Lega degli eletti, chiudere la tipografia di Allstedt e vietare a Müntzer di predicare. L'8 agosto Müntzer fugge da Allstedt, e si rifugia a Mühlhausen.

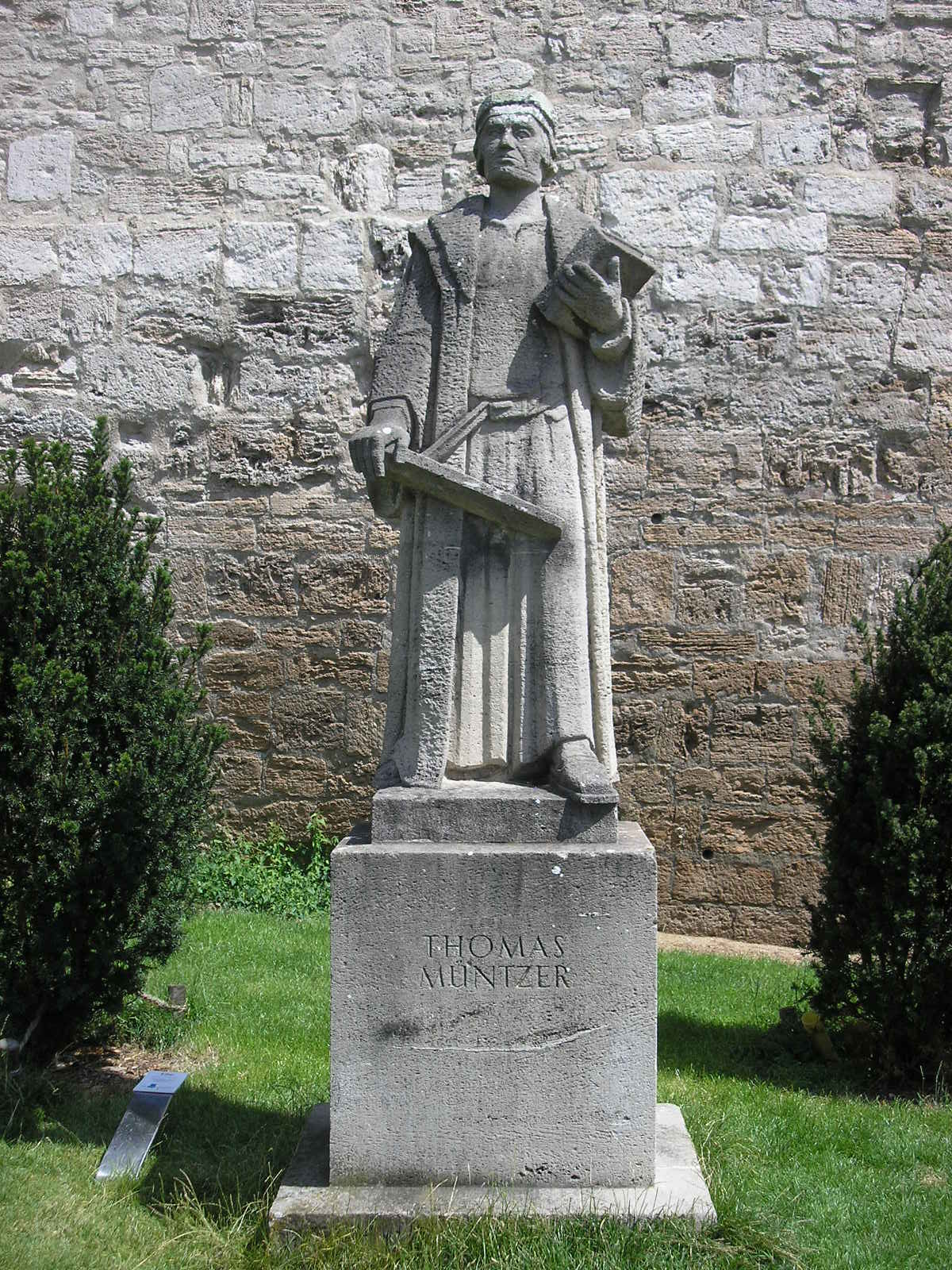
Monumento a Müntzer nella piazza a lui dedicata a Mühlhausen

La crisi economica aveva provocato nella città di Mühlhausen un duro conflitto sociale che opponeva i nobili alla piccola borghesia artigiana e agli operai, guidati dall'ex monaco Heinrich Pfeiffer. Con l'arrivo di Müntzer, il 15 agosto 1524, si ha una svolta: i ceti popolari insorgono, sciolgono il consiglio cittadino e costituiscono un'organizzazione armata, il "Patto perpetuo di Dio"; alla reazione dei nobili, che si alleano con la borghesia e trascinano con sé i contadini, gli insorti sono sconfitti e Pfeiffer e Müntzer, il 24 settembre, devono fuggire dalla città.
Si stabiliscono a Norimberga dove, scrive Müntzer, «se avessi voluto, avrei fatto la rivolta, come mi accusa il mondo bugiardo. Ma io voglio impaurire i miei avversari con le parole, perché non possano negarle. Molti popolani mi pregarono di predicare e io risposi che non ero venuto per questo, ma per giustificarmi con gli scritti». Pubblicò infatti in tedesco la Esplicita messa a nudo della falsa fede e la Confutazione ben fondata che, subito sequestrati, costrinsero Müntzer e Pfeiffer a fuggire ancora.
L'Esplicita messa a nudo della falsa fede si apre con una risposta alla Lettera ai principi di Sassonia sullo spirito di sedizione, di Lutero, che indicava in Müntzer, il «Satana di Allstedt», un pericoloso ribelle da neutralizzare a tutti i costi. Per Müntzer, Lutero fa parte di quell'«empia razza di corruttori» che «si orna ampollosamente della sua fede letterale, negando la benigna potenza di Dio e così vuol rendere Dio muto, folle e fantastico con la sua trovata: parola e fede».
Rifiuta l'eventualità di una disputa teologica con Lutero da tenere di fronte ai «dottori», in un'aula universitaria; è il popolo che deve giudicare delle verità di fede perché è in esso che quelle s'incarnano: «anche Cristo stesso ha evitato la razza di vipere degli scribi [...] e indicò i suoi ascoltatori, il popolo [...] Egli parlò chiaramente: "Perché m'interroghi? Domanda a quelli che mi hanno udito". I nostri dottori vorrebbero trasportare volentieri all'università la testimonianza dello Spirito di Gesù. Falliranno il colpo di grosso, giacché non sanno che l'uomo del popolo, mediante la loro scienza, può diventare uguale a loro, mentre essi vogliono essere i soli a giudicare della fede con la loro Scrittura rapita, pur non avendo affatto fede [...] perché ognuno vede e tocca con mano che essi bramano onori e ricchezze».
I luterani «mettono fuori la loro linguetta sottile e dicono pateticamente: "Investigate la Scrittura, perché voi fantasticate, inventate, volete ricevere da voi stessi la vostra salvezza". Perciò la povera gente, i meschini sono così enormemente ingannati [...] anzi fanno in modo che la povera gente non impari a leggere [...] e predicano vergognosamente che devono farsi scorticare e pelare dai tiranni [...] I dottori devono leggere i bei libri e il contadino deve stare ad ascoltarli, perché la fede viene dall'ascoltare. Eh, sì, hanno trovato proprio un sottile artificio con cui mettere, al posto dei preti e dei monaci, dei bricconi più malvagi».
La teologia di Müntzer si differenzia dai luterani in ciò: che questi ultimi – come i cattolici – pretendono essere i mediatori fra Dio, la cui parola essi intendono cristallizzata una volta per sempre nelle Scritture, e il popolo: e per essi solo attraverso la lettura e la meditazione delle Scritture si può aver fede; invece per Müntzer il singolo, per acquisire la fede, deve essere in diretta comunicazione con Dio, che dunque si rivela e parla nel presente e indipendentemente dalle Scritture. Queste, per Müntzer, testimoniano il cambiamento avvenuto negli uomini che hanno acquisito la fede, ma esse non hanno il potere di dare la fede: la fede si ottiene con la diretta rivelazione dello Spirito santo nell'uomo, senza che tale rivelazione sia l'espressione di un rapporto mistico fra Dio e l'uomo.
Scrive Müntzer: «Il Figlio di Dio ha detto: La Scrittura rende testimonianza. I dottori invece dicono: essa dà fede [...] così la povera massa è stata sedotta da quegli abilissimi giullari! [...] se un cristiano afferma davanti alla povera massa di aver imparato da Dio stesso la fede cristiana, non gli si crederà (come invece noi siamo disposti a fare) qualora i suoi argomenti non concordino con la Scrittura [...] Giovanni (6, 45), Isaia (54, 11–13), Geremia (31, 33–34), Giobbe (35, 10–11) [...] e molti altri passi ancora, provano che si è ammaestrati solo da Dio. Se ora uno, per tutta la vita, non avesse né udito né visto la Scrittura, potrebbe egualmente aver fede grazie al diretto insegnamento dello Spirito, come l'ebbero tutti coloro che, pur senza libri, hanno scritto la sacra Scrittura. E costui sarebbe sommamente certo che una tale fede è creata dall'Iddio vero».
La trasformazione avvenuta con una fede così realizzata comporta una trasformazione anche nei rapporti fra gli uomini, nella concreta realtà sociale nella quale essi necessariamente vivono: «i potenti, i superbi, gli increduli devono essere tirati giù dal trono perché impediscono a sé e al mondo intero la santa e vera fede cristiana». I potenti si sono intromessi fra Dio e il popolo «per essere i soli a eccellere nella fede e ottenere da tutti il timore, le offerte e la gloria [...] essi non sono altro che carnefici e sbirri; questo è tutto il loro mestiere» e se essi sono tali, non c'è motivo di tollerarli.

## Rivolta dei contadini
Le rivolte contadine si susseguivano in molti distretti della Germania, senza tuttavia riuscire a unificarsi; Müntzer cercò in quel periodo di costituire forme di organizzazione e di collegamento fra le città insorte. Andò fino a Basilea, dove incontrò Giovanni Ecolampadio e nel febbraio è nuovamente a Mühlhausen, che si è nuovamente sollevata e ritrova Pfeiffer e la moglie Ottilie, che opera un'attiva forma di agitazione fra i contadini. Viene promulgata una costituzione repubblicana che prevede una partecipazione democratica al governo cittadino e si sperimentano forme di distribuzione economica comunistica. Consapevole che una così rivoluzionaria organizzazione avrebbe avuto breve vita se non si fosse estesa alle città vicine, Müntzer svolge un'attiva propaganda nei centri dell'Assia e della Turingia; qui, nell'aprile del 1525, la rivolta si estende e Müntzer lancia un appello all'insurrezione ai cittadini di Allstedt.
Con linguaggio fortemente espressivo, a partire dal grido di battaglia omnia sunt communia ("tutto è di tutti"), esprime la necessità dell'insurrezione, prima che l'inerzia favorisca la reazione dei nobili e la defezione degli incerti: «I contadini di Klettgau e Hegau, nella Foresta Nera, sono insorti, forti di 3 000 uomini e più passa il tempo e più il gruppo diviene numeroso. La mia sola preoccupazione è che degli stolti acconsentano a un patto sbagliato, perché non conoscono l'inganno [...] e ora su, su, su che è tempo, gli scellerati tremano come cani. Incitate i fratelli a far pace affinché il vostro movimento acquisti consistenza [...] non guardate ai lamenti degli empi. Essi vi pregheranno gentilmente, piagnucoleranno e supplicheranno come i bambini [...] non dormiamo più a lungo [...] su, su, su finché il fuoco arde. Non lasciate raffreddare la vostra spada, non vi infiacchite! Battete, pink, pank, pink, pank sull'incudine di Nembrod, buttate giù la loro torre! Finché essi vivono, non è possibile che vi liberiate dal timore umano. Non vi si può parlare di Dio, finché essi signoreggiano su di voi».
Il "riscuotitore del censo" di Allstedt, Hans Zeiss scrive il 1º maggio 1525 che «la plebe è in rivolta contro i signori e intende distruggere i conventi [...] ovunque regna sovversione e distruzione [...] quelli di Frankenhausen e di Sondershausen si sono rivoltati [...] la stessa musica è a Nordhausen, Stolberg, Schwarzburg. Distruggono i conventi e fanno come piace a loro. Il popolo è tutto pronto per la rivolta; non c'è possibilità di fermarlo [...] il dottor Lutero è stato nella regione di Mansfeld, ma non è in grado di arrestare la rivolta, le bande dilagano da Sangerhausen verso le terre del duca Giorgio. Cosa accadrà lo sa solo Dio».

### Battaglia finale
Mentre Lutero dà il suo contributo alla reazione nobiliare scrivendo Contro le bande dei contadini che assassinano e rubano, gli eserciti del langravio Filippo d'Assia, detto "il buono" e del duca Heinrich von Braunschweig riconquistano le città ribelli di Hersfeld, Fulda, Gaisa, Berka, Salza, Sondershausen e, insieme con le truppe del duca Giorgio di Sassonia, avanzano verso Frankenhausen.

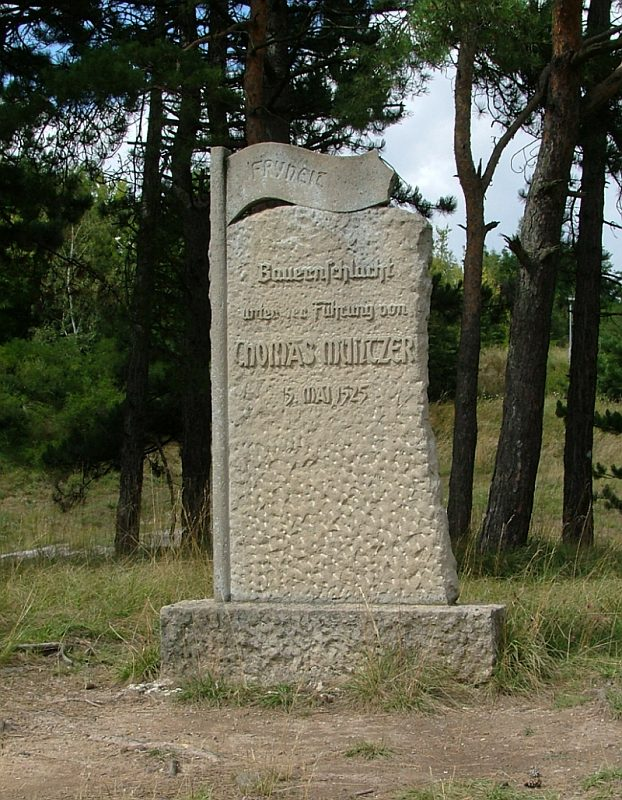
Cippo alla memoria di Müntzer e della battaglia di Frankenhausen

Il 7 maggio 1525 la comunità di Frankenhausen rivolge un appello alla città di Mühlhausen perché la soccorra contro «i tiranni di Heldrungen e il duca Giorgio», appello che tuttavia non viene raccolto dalla maggior parte della popolazione, che sostiene Pfeiffer, contrario a impegnarsi attivamente con le altre città ribelli; solo Müntzer, con 300 uomini, va a Frankenhausen. Un primo attacco dell'esercito dei nobili è respinto il 14 maggio; il 15 maggio 8 000 contadini, a piedi e male armati, mandano un messaggio dalla collina di Frankenhausen ai prìncipi, che hanno schierato, in ordine di battaglia, cannoni, 2 000 cavalieri e 5 000 lanzichenecchi: «Noi confessiamo Gesù Cristo. Non siamo qui per far male a nessuno ma per confermare la giustizia divina. Non siamo qui neanche per spargere sangue. Se anche voi volete questo, non vi faremo nulla».
I prìncipi promettono un'amnistia ma pretendono la consegna di Müntzer. Respinta la richiesta, le truppe mercenarie attaccano, aggirando la collina dove erano riparati i contadini e travolgendoli facilmente: 5 000 contadini muoiono in battaglia e la strage prosegue nella città. Müntzer, nascosto in una casa, viene riconosciuto da un soldato andato a saccheggiarla; consegnato al conte Ernst von Mansfeld, viene trasferito a Heldrungen e torturato. Il 17 maggio scrive una lettera ai cittadini di Mühlhausen, dove si sta dirigendo l'esercito dei nobili, invitandoli a deporre le armi per evitare un'ulteriore inutile strage, ma ribadendo la giustezza di tutte le scelte, politiche e teologiche, fin lì compiute. La città si arrende il 25 maggio e Müntzer è condotto nei suoi pressi, al quartier generale di Görmar, per essere processato.
Anche prima dell'inevitabile condanna a morte, occorre naturalmente che la sua memoria venga infangata, perché non possa costituire un modello di riferimento per nuove rivolte. I prìncipi costruiscono l'immagine di un Müntzer vile e rinnegatore della sua fede, torturandolo ferocemente per strappargli una ritrattazione scritta che il Bensing (1966) ha giudicato un falso.
Il 27 maggio 1525 Müntzer è decapitato insieme con Pfeiffer e gli altri capi della rivolta.

## Interpretazioni storiche
Il 21 maggio 1525, pochi giorni prima dell'esecuzione di Müntzer, Lutero ne pubblicava l'Appello ai cittadini di Allstedt e tre lettere con un commento, Una storia terribile e un giudizio di Dio sopra Thomas Müntzer, giudicato «sanguinario», «scellerato» e «bugiardo»; la sconfitta delle sue iniziative è considerata la diretta condanna divina contro i sediziosi. Gli facevano eco tutti i suoi sodali, a cominciare, nello stesso anno, da Melantone, che nella sua Histori Thome Müntzers lo accusa di aver insegnato due errori, «uno riguardante le cose spirituali, secondo il quale si potrebbero chiedere segni a Dio e non consolarsi con la Scrittura, perché anche i sogni sarebbero un segno sicuro di aver ricevuto lo Spirito santo. L'altro errore riguarda il governo temporale, secondo il quale non si dovrebbe ubbidire al potere, mentre la Scrittura comanda molto severamente tale ubbidienza».
È una condanna teologica che esprime l'alleanza politica dei luterani con i prìncipi tedeschi; questo giudizio su Müntzer sarà ribadito per quasi due secoli. Nella sua Storia imparziale, pubblicata nel 1699, il pietista Gottfried Arnold riconosce a Müntzer una «fede viva», contrapposta alla «fede dogmatica» di Lutero: lo Spirito santo avrebbe ispirato buone iniziative a Müntzer, che tuttavia finì con eccedere e deviare dalla buona strada.
Con l'Illuminismo e la Rivoluzione francese la valutazione dell'operato di Müntzer muta ancora: il pastore Georg Theodor Strobel pubblica alla fine del Settecento la sua Leben, Schriften und Lehren Thomae Müntzers rivalutandone l'impegno politico e il medico giacobino Johann Benjamin Erhard il suo libro Sul diritto del popolo alla rivoluzione.

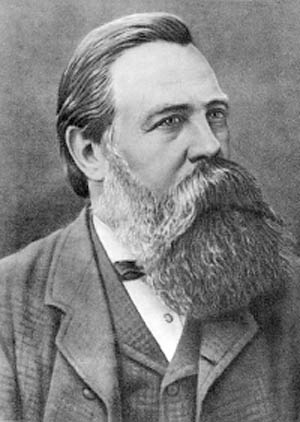
Friedrich Engels

La biografia del pastore luterano Johann Karl Seidemann, pubblicata a Dresda nel 1842, pur molto ricca di dati, non riesce a dare una concreta immagine del rivoluzionario, mentre quella dello storico socialista Wilhelm Zimmermann, del 1848, considera l'acquisizione della libertà religiosa procurata dal movimento della Riforma protestante la necessaria premessa dell'azione politica di Müntzer, una tesi che viene ripresa da Engels, in uno studio che mira a collocare Müntzer fra i maggiori rivoluzionari della storia.
Per Engels, l'unico elemento comune a Müntzer e Lutero è la necessità della Riforma e la polemica contro il cattolicesimo; ma il primo è un rivoluzionario plebeo e il secondo un riformatore borghese che conta sull'appoggio dei nobili perché la borghesia possa procedere nel suo sviluppo economico e politico. Per Müntzer, invece, il Regno di Dio non deve realizzarsi solo in cielo, ma è necessario che si realizzi su questa terra nella quale, come in quello, «non ci siano differenze di classe né proprietà privata».
Il filosofo marxista Ernst Bloch, nel suo scritto del 1921, ritiene che la società egualitaria da realizzare su questa terra sia per Müntzer l'espressione vivente e concreta della compiutà libertà da realizzare in cielo, nel quale non ci sarà posto per i tiranni come non può, per loro, esserci posto in terra. Anche Manfred Bensing si pone nel solco tracciato da Engels, individuando nell'attività rivoluzionaria di Müntzer il tentativo di realizzare quella società di eguali che sarebbe voluta da Dio stesso.
Durante il Terzo Reich, la rivolta dei contadini di Thomas Müntzer, fu considerata da Karl Dyrssen e da altri teorici della razza tedeschi l'ultimo guizzo della volontà nordica di indipendenza.
Nel dopoguerra fu esaltato come eroe nazionale nella DDR, mentre nella Germania Occidentale fu, quando non ignorato, giudicato un «terrorista» come recitava la diffusa e autorevole Die Grosse Bertelsmann Lexicon-Bibliothek del 1960; solo nel 1968 furono pubblicate le opere e un'ulteriore edizione critica di tutti i suoi scritti è in corso dal 2004.
In Italia comparve a Torino nel 1869 un'anonima Breve storia del Comunismo propagato da Thomas Müntzer in Allemagna nel principio del secolo XVI; occorre poi attendere il 1972 per averne notizie nella Storia dell'Anabattismo di Ugo Gastaldi. A suo giudizio Müntzer, «pieno di problemi personali», era «incapace di ordine e di solide costruzioni concettuali [...] La vera Parola di Dio è quella che Dio comunica all'eletto mediante il suo Spirito. La Sacra Scrittura viene relegata in una posizione secondaria, mediatrice e non essenziale. La stessa chiesa non si vede più che cosa sia e che funzione abbia, ma non c'è dubbio che Thomas Müntzer la considerasse, cattolica o riformata che fosse, come qualcosa di falso e di inutile [...] Non c'è nemmeno lontanamente in lui l'idea di una croce da intendersi come sofferenza, persecuzione e morte in conseguenza della testimonianza della fede, come suprema ubbedienza e imitazione di un Maestro [...] Thomas Müntzer crede piuttosto al trionfo degli eletti in questo mondo mediante la violenza».
Dopo averne ridimensionato il ruolo svolto nella guerra dei contadini, conclude dipingendolo come un profeta che, avendo fallito la sua impresa, «perde completamente la faccia e il suo insegnamento ne è completamente screditato».
Infine, Emidio Campi, nella introduzione agli Scritti politici, lo definisce «uomo troppo vivo, troppo esuberante, troppo geniale per poter essere fissato in una scuola o tendenza. Scuole e tendenze possono rintracciarsi – ed è giusto che lo si faccia – nel suo pensiero, ma ben difficilmente si può fissarlo in un'unica scuola o in un unico pensiero».
Dopo aver ricordato le varie definizioni assegnate a Müntzer di «falso profeta», «profeta della rivoluzione», «mistico» e «ribelle in Cristo», individua la caratteristica di Müntzer nell'aver vissuto i suoi pensieri «nel centro delle lotte sociali e politiche del suo tempo: il suo discorso teologico era direttamente un discorso politico, cioè aderenza alle situazioni, alla concretezza dello spazio e del tempo. Certo non si può dire che il suo contemporaneo Lutero non aderisse anch'egli alla prassi; ma quando si è trattato di scegliere pro o contro i contadini in rivolta, Lutero ha scelto contro di essi, la sua teologia si è concretizzata in una prassi conservatrice. Viceversa per Müntzer il nesso teoria-prassi appare subito rivolto in senso rivoluzionario».

### Opere
- Scritti politici, a cura di E. Campi, Claudiana, Torino, 2003, ISBN 88-7016-422-5
- Scritti, lettere e frammenti, a cura di C. Martinuzzi, Claudiana, Torino, 2017, ISBN 978-88-6898-114-3
- Thomas Müntzer. Schriften und Briefe. Kritische Gesamtausgabe, Gütersloh, 1968
- Briefwechsel, Leipzig, 2004 ISBN 3-374-02203-0
- Quellen zu Thomas Müntzer, Leipzig, 2004 ISBN 3-374-02180-8
- Schriften und Fragmente, Leipzig, 2006 ISBN 3-374-02202-2

### Studi
- G. Arnold, Unparteysche Kirchen- und Ketzer-Historie vom Anfang des Neuen Testament bis auf das Jahr Christi 1698, Zürich, 1699
- M. Bensing, Thomas Müntzer und der Thüringer Aufstand, Berlin, 1966
- E. Bloch, Thomas Müntzer teologo della rivoluzione, Milano, 981
- K. Ebert (a cura di), Thomas Müntzer im Urteil der Geschichte. Von Martin Luther bis Ernst Bloch, Wuppertal, 1990 ISBN 3-87294-417-7
- W. Elliger: Thomas Müntzer. Leben und Werk, Göttingen, 1976, ISBN 3-525-55318-8
- F. Engels, La guerra dei contadini in Germania, Milano, 1970
- J. B. Erhard, Sul diritto del popolo alla rivoluzione, Firenze, 971
- U. Gastaldi, Storia dell'Anabattismo, 2 voll., Torino, 1992 ISBN 88-7016-157-9
- H. Herrmann, Thomas Müntzer heute. Versuch über einen Verdrängten, Ulm, 1995 ISBN 3-9802739-7-0
- C. Martinuzzi, Allstedt 1523. Müntzer nei giorni della riforma, Unicopli, Milano, 2017, ISBN 978-88-400-1967-3
- G. Vogler, Thomas Müntzer, Berlino, 1989 ISBN 3-320-01337-8
- E. Wolgast, Thomas Müntzer. Ein Verstörer der Ungläubigen, Berlino, 1988 ISBN 3-374-00467-9
- A. Zitelmann, Ich will donnern über sie. Die Lebensgeschichte des Thomas Müntzer, Weinheim, 1999 ISBN 3-407-78794-4